# HNK Orašje
HNK Orašje is een Bosnisch-Kroatische voetbalclub uit Orašje.
De club werd in 1996 opgericht en is daarmeen een van de jongste clubs in de Bosnische hoogste klasse. Twee jaar later won de club de beker van Herzeg-Bosnië, die enkel toegankelijk was voor Kroatische clubs uit Bosnië. In 2006 won de club de beker van heel Bosnië en Herzegovina en mocht zo in 2006/07 voor het eerst Europees spelen, in de eerste voorronde van de UEFA Cup was het Sloveense NK Domžale echter te sterk voor de club. In 2009 degradeerde de club.

## Erelijst
- Beker van Bosnië en Herzegovina
  - Winnaar: 2006
- Beker Herzeg-Bosnië
  - Finalist: 1998

## Orašje in Europa
#Q = #kwalificatieronde, T/U = Thuis/Uit, W = Wedstrijd, PUC = punten UEFA coëfficiënten .
Uitslagen vanuit gezichtspunt HNK Orašje
| Seizoen | Competitie | Ronde | Land              | Club       | Totaalscore | 1e W    | 2e W    | PUC |
| ------- | ---------- | ----- | ----------------- | ---------- | ----------- | ------- | ------- | --- |
| 2006/07 | UEFA Cup   | 1Q    | Vlag van Slovenië | NK Domžale | 0-7         | 0-2 (T) | 0-5 (U) | 0.0 |

Totaal aantal punten voor UEFA coëfficiënten: 0.0
Bratstvo ·
Budućnost ·
Goražde · 
Gornji Rahić ·
Gradina Srebrenik ·
Jedinstvo ·
Radnik ·
Radnički ·
Stupćanica Olovo ·
TOŠK ·
Tomislav ·
Travnik ·
Tuzla City · 
Vis Kosovo ·
Čelik Zenica ·
Zvijezda